# Unicons
Unicons (Tên đầy đủ: Công ty TNHH Đầu tư Xây dựng Unicons) được thành lập năm 2006 và thành viên của Coteccons Group 
Unicons là Tổng thầu thi công của các dự án như Masteri Thảo Điền, Double Tree By Hilton Ha Long Bay, A&B Central Square Nha Trang, Khu nhà ở Sarina - Đại Quang Minh, Trường học đại học Văn Lang, Nhà máy Huafu (Long An), Nhà máy Gain Lucky (Tây Ninh),.... Ngoài ra, Unicons còn tham gia thi công các dự án Landmark 81, nhà máy Vinfast (Hải Phòng), Khu Vinhomes Central Park,...

## Lịch sử hình thành và phát triển

### 2006 - 2015: Công ty Cổ phần Đầu tư Xây dựng Uy Nam
- Năm 2006: Unicons được thành lập với tên gọi chính thức là Công ty Cổ phần Đầu tư Xây dựng Uy Nam và là công ty chuyên quản lý thiết bị của Coteccons với vốn điều lệ 18 tỷ đồng. Trụ sở đặt tại số 19, Hồ Tùng Mậu, Quận 1, Thành phố Hồ Chí Minh. Tổng Giám đốc lúc bấy giờ là ông Nguyễn Sỹ Công.
- Năm 2007: Đồng hành cùng Coteccons triển khai thi công các dự án về khách sạn và resort.
- Năm 2008 - 2009: Thành lập bộ phận Cơ điện, tiến sâu vào lĩnh vực xây dựng nhà công nghiệp và nhà cao tầng.
- Năm 2010: Chuyển trụ sở từ số 19, Hồ Tùng Mậu, Quận 1, Thành phố Hồ Chí Minh về Tòa nhà Coteccons số 236/6, đường Điện Biên Phủ, phường 17, quận Bình Thạnh, Thành phố Hồ Chí Minh.
- Năm 2011: Ký hợp đồng thi công dự án nhà máy PepsiCo Q512 tại Bắc Ninh. Đồng thời, tập trung vào mảng khách sạn, các khu nghỉ dưỡng cao cấp như Novotel Đà Nẵng, Intercontinental Sun Peninsula, Làng Pháp Bà Nà,...
- Năm 2012: Đạt vị trí 410 trong TOP500 doanh nghiệp lớn nhất Việt Nam và TOP 7 công ty xây dựng tư nhân lớn nhất Việt Nam.
- Năm 2013: Mở rộng hoạt động sang thị trường Lào và Campuchia
- Năm 2014: Triển khai các dự án Design and Build cùng Coteccons.
- Năm 2015: Coteccons công bố Nghị quyết HĐQT về việc đăng ký phát hành cổ phần để hoán đổi cổ phần của Unicons.

### 2016 - nay: Công ty TNHH Đầu tư Xây dựng Unicons
- Tháng 5/2016: Unicons chính thức thay đổi mô hình hoạt động từ Công ty Cổ phần thành Công ty Trách nhiệm hữu hạn với tên gọi mới Công ty Trách nhiệm hữu hạn Đầu tư Xây dựng Unicons.
- Năm 2017: Trúng thầu các dự án vốn FDI từ Chủ đầu tư quốc tế như Tetra Pak, Accredo.
- Năm 2018: Hoàn thành hạng mục tháp thép đỉnh mái (Crown Spire) và Angtena của dự án Landmark 81

## Thành tựu
- TOP 03 doanh nghiệp tư nhân lớn nhất ngành xây dựng năm 2018[6]
- TOP 03 doanh nghiệp tư nhân uy tín nhất ngành xây dựng năm 2019[7]
- TOP 500 doanh nghiệp lớn nhất Việt Nam [8]
- Top 50 Thương hiệu nhà tuyển dụng tốt nhất Việt Nam 2019
- Doanh nghiệp có môi trường làm việc tốt nhất ngành xây dựng tại Việt Nam
- Thành viên chính thức Hội đồng công trình xanh Việt Nam[9]